# Mine d'Abbaretz
La mine d'Abbaretz est un ancien site d'extraction de minerai d'étain situé sur la commune d'Abbaretz, dans le département français de la Loire-Atlantique.

## Présentation
Aménagé en base de plein air et de loisirs, le site de l'ancienne mine d'Abbaretz accueille les activités de ski nautique, plongée, parcours d'orientation, randonnée pédestre et VTT.
La partie nord du site (le terril) est la propriété de la commune d'Abbaretz depuis janvier 1996. Elle couvre une superficie de 51 ha. Le terril s'est formé par l'accumulation de 1 750 000 m3 de stériles (déchets issus de la mine). Il culmine à près de 121 mètres au-dessus du niveau de la mer (soit 5 mètres de plus que la colline de la Bretèche, point culminant naturel du département) et 80 mètres au-dessus du niveau du sol. Il est accessible au public après l'ascension de 200 marches et offre une vue panoramique sur la région.
La partie sud (l'étang) est la propriété du Conseil départemental de la Loire-Atlantique, également depuis janvier 1996. Elle s'étend sur 44 ha. L'exploitation du site minier a en effet également creusé une profonde cavité de 900 mètres de long, devenue aujourd'hui un étang de 15 ha profond de plus de 40 mètres et bordé d'une zone boisée.

### Historique
L'exploitation de l'étain (entrant dans la composition du bronze) sur ce site existe déjà à l'Âge du bronze et se poursuit durant la Haute-Antiquité. À l'époque de Jules César, le site minier devient l'une des plus importantes sources d'étain du monde antique et alimente la « route de l'étain » vers la mer Méditerranée. La cassitérite extraite du gisement d'Abbaretz est notamment transportée par barges sur l'Erdre vers sa confluence avec la Loire, préfigurant le futur port de Nantes.
La mine est mise en sommeil pendant quinze siècles. Elle entame une seconde vie en 1911, quand la Société Nantaise des Minerais de l'Ouest (SNMO) entreprend des campagnes de recherches souterraines et obtient l'autorisation d'ouvrir un puits en 1920. L'exploitation de la mine reprend donc mais la production s'enlise et la teneur en étain du minerai s'appauvrit. L'exploitation cesse en 1921 et la mine est laissée à l'abandon.

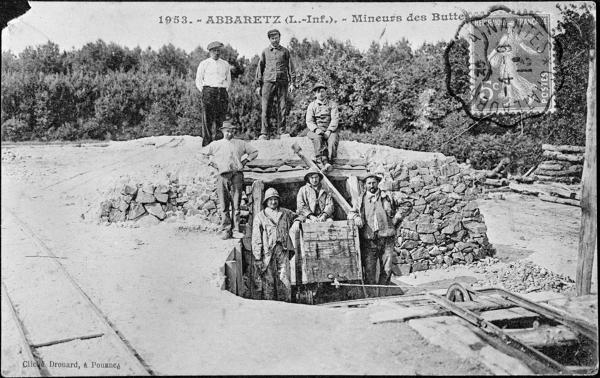
Exploitation de la mise, vers 1912
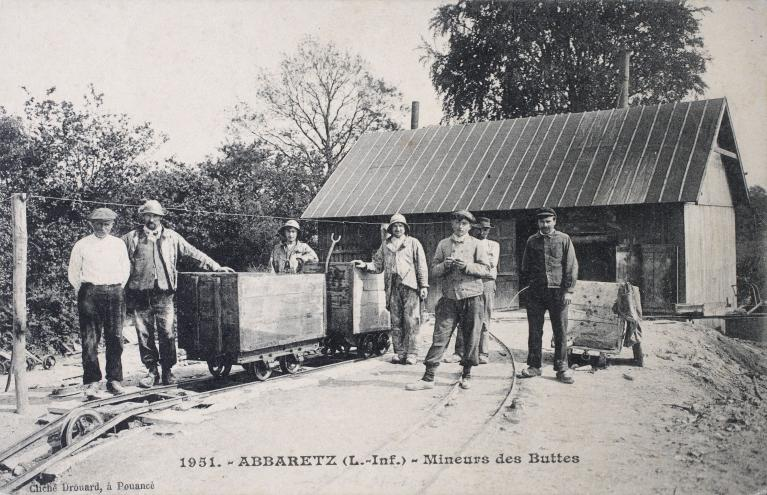
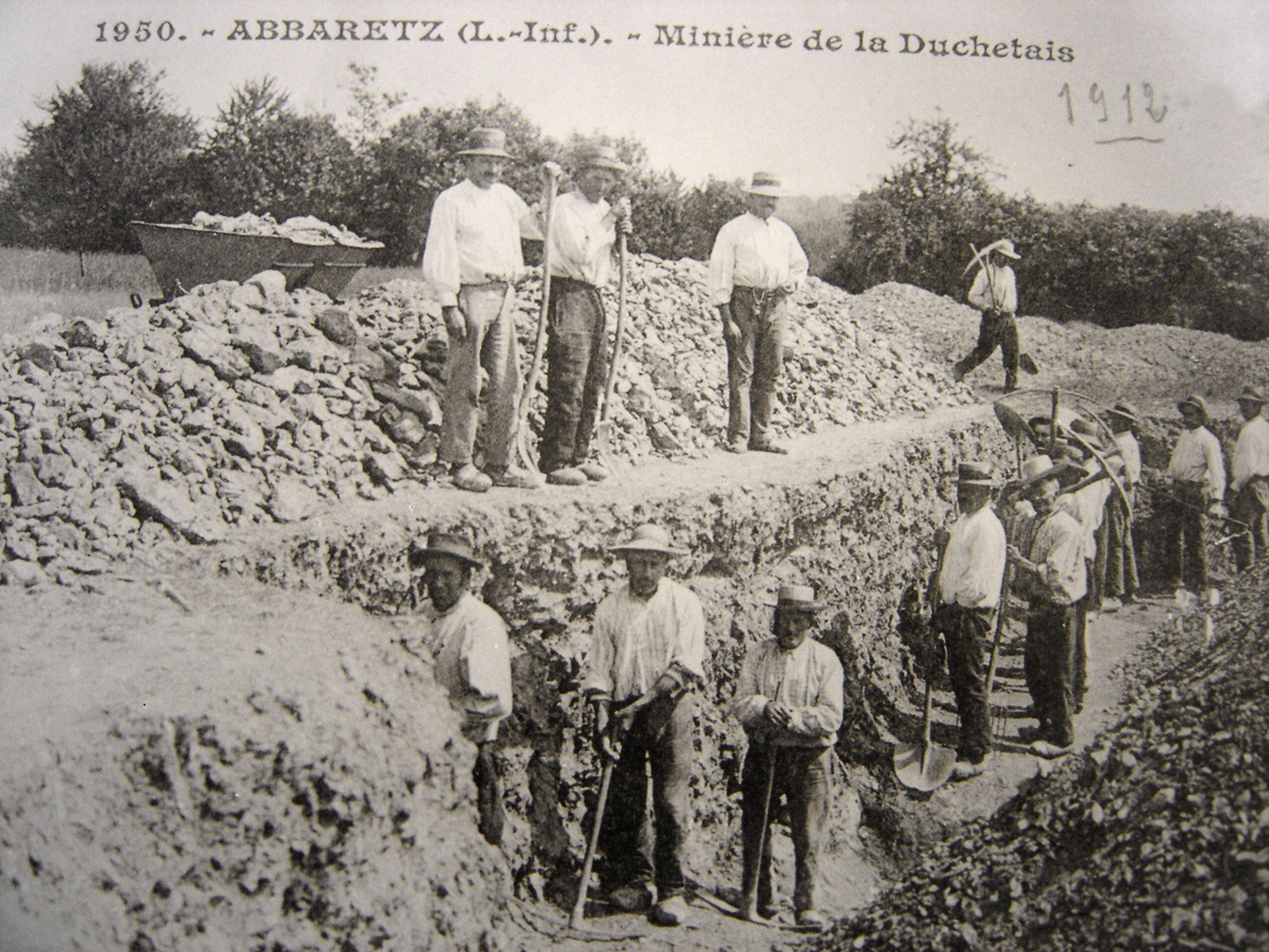

Des études réalisées entre 1942 et 1944 mettent en évidence la possibilité d'une exploitation de la mine à ciel ouvert. Celle-ci débute en 1952 grâce à un financement du plan Marshall, emploie 350 ouvriers, descend jusqu'à 70 mètres de profondeur, avant de s'achever en novembre 1957 après avoir produit 3 750 tonnes de cassitérite.

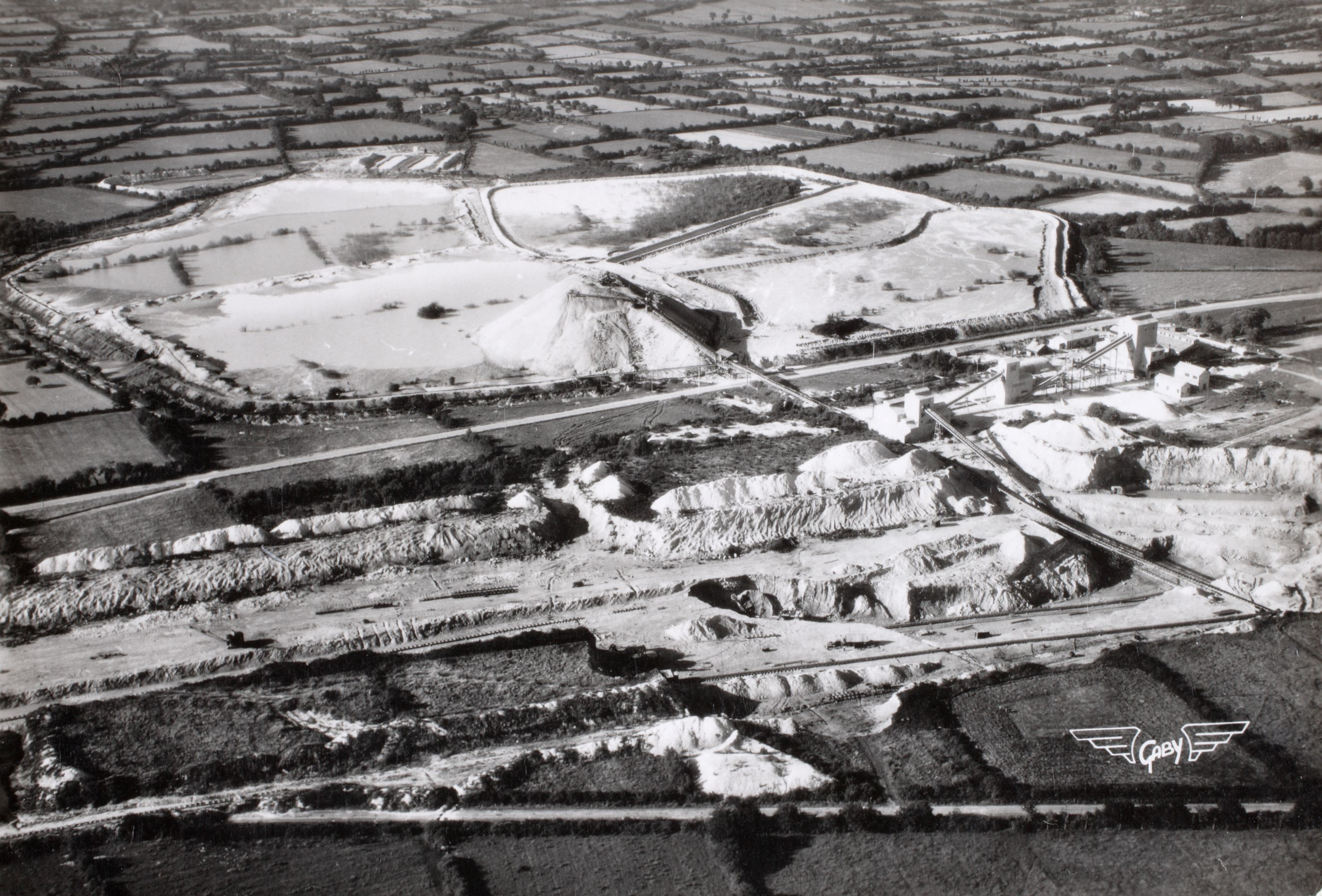
Vue aérienne, vers 1955.

### Renaturation
Depuis la fin d'exploitation, des espèces floristiques ont colonisé le site, notamment neuf types de fougères, telles que l'osmonde royale, ainsi que le chêne tauzin ou encore le sorbier des oiseleurs. 41 espèces d'oiseaux et 39 espèces d'insectes ont été recensées.